# Opšta bolnica Bijelo Polje
Opšta bolnica Bijelo Polje je javna zdravstvena ustanova u kojoj je zastupljen viši nivo zdravstvene zaštite, za gravitaciono područje koje joj pripada.  

## Položaj i opšte informacije
JZU Opšta bolnica sa nalazi u Ulici Medanovići bb u Bijelom Polju, gradskom naselje u istoimenoj opštini u Crnoj Gori.  Bolnica je smeštena u 3 objekta na površini oko 8.500 m² i okolnim zemljištem površine 30.000 m².  Prema popisu iz 2011. godne na sekundarni nivo zdravstvene zaštite u ovoj Bolniici oslanjalo se oko 70.000 stanovnika sa teritorije opština Bijelo Polje i Mojkovac. Bolnica pruža i zdravstvene usluge pacijentima Berana, Rožaja, Kolašina, Sjenice i Pljevalja.
Bolnica se na tercijalnu zdravstvenu zaštitu oslanja na Klinički centar u Pogorici koji je udaljen 55 km.

## Istorija
Začeci zdravstva u Bijelom Polju, datiraju od 1913. godine, kada su u ovoj varošici radila dva lekara; dr Refik Sahinagić i dr Pero Josif. Na početku Prvog svetskog rata 1914. godine, osnovana je Vojna bolnica pod komandom dr Jakova Zarubice.
Opšta bolnica u Bijelom Polju osnovana 1923. godine, pod upravom dr Mihaila Martinovića, koji je u noovoosnovanoj bolnici radio do 1942. godine. Bolnica stacioniranog tipa osnovana je po završetku Drugog svetskog rata, 1945. godine, skromnim sredstvima i opremom i minimalnim brojem kadrova.
Danas je Opšta bolnica u Bijelom Polju, savremenu zdravstvena ustanovu sekundarnog nivoa, opremljena savremenom opremom i stručno osposobljenim kadrom, za sve vidove specijalistučke zdravstvene zaštite iz njenog delokruga rada.
Stručne konsultacije i dopunsku dijagnostiku lekari Bolnice obavljaju u saradnji sa Kliničkim centrom u Podgorici iz oblasti: gastroenterologije, abdominalne hirurgije, patologije, interventne radiologije, ortopedije i urologije.

## Organizacija
U okviru Opšta bolnica Bijelo Bolje postoje sledeća odeljenja ili specijalističke službe i to:
- opšta hirurgija
- interna medicina
- ginekologija sa akušerstvom
- pedijatarska služba

Navedene službe su organizovane kroz rad:
- bolničkih odeljenja, odseka,
- specijalističkih ambulanti i
- dijagnostike,
- kabineta za transfuziju krvi,
- službe za radiološku i ultrazvučnu dijagnostiku,
- laboratorije
- apoteke za potrebe bolničkih odjeljenja.

## Pokazatelji rada
U 141 bolničkoj postelji u <bolnici se godišnje leči  4.850 pacijenata, koji ostvare oko 39.100 bolesničkih dana, sa prosečnim boravkom od 8 dana. Bolnica godišnje obavi:
- 1.450 operacija,
- 710 porođaja 710,
- 81.120 ambulantnih usluga,
- 16.993 laboratorijskih analiza,
- 2.341 dijaliza
- 1.300 dobrovoljnih davanja krvi.

| Pokazatelji pruženih stacionarnih zdravstvenih usluga u 2013. godini. | Pokazatelji pruženih stacionarnih zdravstvenih usluga u 2013. godini. | Pokazatelji pruženih stacionarnih zdravstvenih usluga u 2013. godini. | Pokazatelji pruženih stacionarnih zdravstvenih usluga u 2013. godini. | Pokazatelji pruženih stacionarnih zdravstvenih usluga u 2013. godini. | Pokazatelji pruženih stacionarnih zdravstvenih usluga u 2013. godini. |
| Zauzete postelje po lekaru                                            | Zauzete postelje po sestri                                            | % korišćenja kapaciteta                                               | Prosečna dužina lečenja                                               | Broj slobodnih postelja                                               | Stopa smrtnosti na 1.000 lečenih                                      |
| --------------------------------------------------------------------- | --------------------------------------------------------------------- | --------------------------------------------------------------------- | --------------------------------------------------------------------- | --------------------------------------------------------------------- | --------------------------------------------------------------------- |
| 2,87                                                                  | 1,17                                                                  | 73,28                                                                 | 7,50                                                                  | 37,68                                                                 | 22,90 promila                                                         |

## Kadrovska struktura
U bolnici radi:
Zdravstvene usluge u bolnici pruža 45 lekara, od toga 36 lekara specijalista, 9 lekara na specijalizaciji, 4 subspecijalista i jedan magistar.

## Spoljašnje veze
- Internet stranica Bolnice
- Fond za zdravstveno osiguranje Crne Gore Архивирано на веб-сајту  (11. мај 2020)